# Liste der Monuments historiques in Mello (Oise)
Die Liste der Monuments historiques in Mello (Oise) führt die Monuments historiques in der französischen Gemeinde Mello auf.

## Liste der Bauwerke
| Bezeichnung       | Beschreibung                  | Standort                  | Kennzeichnung | Schutzstatus | Datum | Bild           |
| ----------------- | ----------------------------- | ------------------------- | ------------- | ------------ | ----- | -------------- |
| Haus              | Erbaut im 17. Jahrhundert     | Place Jeanne-d’Arc (Lage) | PA00114744    | Inscrit      | 1927  |                |
| Schloss           | Erbaut ab dem 15. Jahrhundert | (Lage)                    | PA00114742    | Inscrit      | 1989  | weitere Bilder |
| Kirche Notre-Dame | Erbaut im 13. Jahrhundert     | (Lage)                    | PA00114743    | Classé       | 1921  | weitere Bilder |

## Liste der Objekte
- Monuments historiques (Objekte) in Mello (Oise) in der Base Palissy des französischen Kultusministeriums